# CEATL
CEATL, det europeiska rådet för litterära översättarföreningar (franska: Conseil européen des associations de traducteurs littéraires, engelska: European Council of Literary Translators' Associations), är en internationell icke vinstdrivande organisation med säte i Belgien. Organisationen grundades 1993 för att främja utbyte av information och idéer mellan litterära översättares organisationer i olika europeiska länder. Syftet var också att förbättra litterära översättares status och arbetsförhållanden. 

## Historik
Idén att bilda CEATL väcktes vid ett informellt möte under 1987 års Assise de la traduction littéraire i Arles. CEATL instiftades officiellt 1993, som en internationell icke vinstdrivande förening. Bland grundarna fanns översättarorganisationer i Belgien, Frankrike, Grekland, Italien, Nederländerna, Schweiz, Spanien, Sverige och Österrike.
År 2023 bestod CEATL av 36 föreningar för litterära översättare från 27 länder i Europa. Man representerade omkring 10 000 översättare.
I oktober 2024 arrangerade CEATL den första europeiska konferensen om litterär översättning, i Strasbourg i Frankrike. Konferensen ägnades framför allt åt ”spridningen av översatta verk inom och utanför Europa”, med presentationer av cirka 80 inledningstalare från 30 olika länder. Konferensen samlade över 300 deltagare, från akademiker till översättare.

## Syfte och verksamhet
CEATL samlar in information om den litterära översättningens status och de litterära översättarnas arbetssituation i medlemsländerna. Genom CEATL kan medlemsorganisationerna dela med sig av information och tips om goda initiativ för att till exempel starta en ny organisation eller utveckla sina organisationer genom medlemsvärvning och liknande. Genom regelbundna enkäter insamlas statistik om litterär översättning, vilket inkluderar rättsliga spörsmål, arbetsförhållanden och på senare tid användning av artificiell intelligens (AI) inom den litterära översättningen.
Dessutom tillvaratar CEATL litterära översättares rättsliga, sociala och ekonomiska intressen i Europa genom lobbning inom EU och yttranden och öppna brev. Detta görs genom frågor och trender som påverkar yrket och den litterära översättningens kvalitet. 
Rådet eftersträvar också att hjälpa medlemsorganisationerna att förbättra de litterära översättarnas situation i de olika länderna. CEATL ger ut ett tvåspråkigt, digitalt kulturmagasin – Contrepoint/Counterpoint – två gånger om året. Abonnemang är gratis.

### Verksamhet
Delegater från medlemsorganisationerna träffas en gång om året under en årsmöteskonferens. Konferensen anordnas omväxlande av respektive lands medlemsorganisation/er.
CEATL:s styrelse består av minst tre valda ledamöter som har en mandatperiod om två år och kan omväljas. Styrelsens uppdrag är att genomföra årsmötesbesluten samt att ansvara för andra initiativ för att uppnå organisationens syften. Under verksamhetsåret arbetar fem arbetsgrupper med specifika projekt, rörande arbetsvillkor (Working Conditions), upphovsrätt (Copyright), synlighet (Visibility), utbildning (Training and Education), och de bästa metoderna (Best Practices).